# Hans Christern
Hans Christern (* 24. Januar 1900 in Lauenburg/Elbe; † 17. Juni 1966 in Georgenhof bei Oldenburg in Holstein) war deutscher Offizier, zuletzt Oberst im Zweiten Weltkrieg sowie letzter Befehlshaber der 7. Panzer-Division.

## Leben
Hans Christern war ein Sohn des Arztes Wilhelm Adolf Christern (* 1863 in Grünhof; † 1930 in Lübeck). Alfred Christern war sein Onkel, Hermann Christern sein Cousin. Er wuchs in Lübeck auf. 
1917 wurde er Fahnenjunker im Kaiser Franz Garde-Grenadier-Regiment Nr. 2 und 1918 Leutnant.  Er wurde mit dem Eisernen Kreuz II. Klasse und dem Hanseatenkreuz ausgezeichnet. Kurz vor Ende des Ersten Weltkriegs wurde er schwer verwundet. Die Folgen der Verwundung führten 1921 zu seiner gesundheitsbedingten Entlassung aus der Reichswehr. Er wurde Landwirt auf Georgenhof, einem ehemaligen Meierhof des Gutes Putlos bei Oldenburg in Holstein (heute Teil des Truppenübungsplatzes Putlos).
Auf Empfehlung von Heinrich Eberbach wurde er 1936 reaktiviert und kam als Hauptmann zunächst zur Panzer-Abwehr-Abteilung 12.
Am 31. Januar 1941 wurde er als Major mit dem Ritterkreuz des Eisernen Kreuzes ausgezeichnet. Zu dieser Zeit war er Kommandeur der II. Abteilung des Panzerregiments 35. 1943 erfolgte seine Beförderung zum Oberst. Ab Mai 1944 war er Regimentskommandeur des Panzerregiments 35.
Am 26. März 1945 übernahm Oberst Christern das Kommando der 7. Panzer-Division, nachdem Generalleutnant Karl Mauss wegen einer schweren Verletzung sein Amt niederlegen musste. Um der sowjetischen Kriegsgefangenschaft zu entgehen, ergab sich die 7. Panzer-Division unter seinem Befehl am 8. Mai 1945 der britischen Armee in Schwerin.
Nach dem Krieg war er wieder als Landwirt auf Georgenhof tätig. Er engagierte sich in der CDU, für die er bei der Bundestagswahl 1949 erfolglos als Wahlkreiskandidat antrat.

## Werke
- Die roten Teufel und ihr Kommandeur. Franz-Eher-Verlag, München 1941